# Rush (Anna Abreu)
Rush è il quarto album in studio della cantante finlandese Anna Abreu, pubblicato nel marzo 2011.

## Tracce
1. Hysteria – 4:07
2. Worst Part Is Over (feat. Redrama) – 3:38
3. Stereo – 4:05
4. Broken Kind of Good Love – 3:33
5. Send You Packing – 3:11
6. Mend – 4:34
7. This Girl – 3:13
8. Other Side – 3:57
9. Dynamite – 3:56
10. Be with You – 3:31